# 찰스 오글
찰스 오글(Charles Stanton Ogle, 1865년 6월 5일 ~ 1940년 10월 11일)은 미국의 배우, 연극 배우, 영화 배우이다.

## 영화
- 십계 (1923년)
- 미스 룰루 벳 (1921년)
- 써니브룩 농장의 레베카 (1917년)
- 프랑켄슈타인 (1910년)